# Nationalpark Doi Suthep-Pui
Der Nationalpark Doi Suthep-Pui  (Thai: อุทยานแห่งชาติดอยสุเทพ-ปุย) ist ein Nationalpark in der  Provinz Chiang Mai in Nord-Thailand.

## Geschichte
Doi Suthep-Pui hieß früher Doi Oi Chang und wurde erst später nach einem dort lebenden Einsiedler umbenannt. Das Royal Forest Department befand 1973, dass die Gegend des Doi Suthep als Nationalpark ausgewiesen werden sollte, wobei aber nur die gesunden Waldbestände in den Nationalpark aufgenommen und die bewohnten Gebiete ausgespart bleiben sollten.
1981 wurde der Nationalpark Doi Suthep-Pui als 24. Nationalpark des Landes mit einer Fläche von 161,06 Quadratkilometer errichtet, im Jahr darauf kamen noch einmal 100 Quadratkilometer dazu.

## Lage und Topografie

### Lage
Der Nationalpark Doi Suthep-Pui liegt in den Bergen Doi Suthep (1676 Meter hoch), Doi Pui (1685 Meter hoch) und Doi Buakha, etwa 15 Kilometer westlich von Chiang Mai in den Landkreisen (Amphoe) Mae Rim, Mae Taeng, Hang Dong der Provinz Chiang Mai. Die Gesamtfläche des Parks beträgt 261,06 Quadratkilometer.

### Topografie
Der Nationalpark liegt in den südöstlichsten Ausläufern des Himalaya. Die drei höchsten Gipfel sind der Doi Suthep, der Doi Buakha und der Doi Pui, wobei dieser mit 1685 Metern die höchste Erhebung des Nationalparks ist.

## Klima
Wegen der Höhenlage des Nationalparks ist das Klima angenehm kühl, selbst in der heißen Jahreszeit zwischen Februar und Mai. Dann können die Temperaturen bis auf 6 °C fallen. Die Jahresdurchschnittstemperatur liegt bei 16 °C.

## Fauna und Flora

### Pflanzenarten
Unter der 1000-Meter-Höhenlage breiten sich Laubwälder aus, oberhalb deren immergrüner Wald steht. In den trockensten Gebieten gedeihen Dipterocarpus-Wälder und an Fließgewässern gedeiht Mischwald. Typische Arten gehören zu Buchengewächsen und Magnoliengewächsen.

### Tierarten
- An kleineren Säugetieren sind beispielsweise der Muntjak, der Fleckenmusang und ein Wildschwein, sowie mehreren Arten von Hörnchen, Stachelschweinen und Affen zu finden.
- An Amphibien, wird der Mandarin-Salamander  (Tylototriton shanjing), der nur noch an drei anderen Orten im Lande lebt, besonders erwähnt.
- Mehr als 300 Vogelarten finden sich hier:
  - Bewohner des immergrünen tropischen Regenwaldes: Weißkopftimalie (Gampsorhynchus rufulus), Rotschnabelsäbler (Pomatorhinus ochraceiceps), die Damadrossel (Zoothera citrina) und Rostbauchpitta (Pitta oatesi).
  - Weitere seltene Regenwald-Bewohner: Purpurschnäpperdrossel (Cochoa purpurea), Keilschwanz-Grüntaube (Treron sphenurus), Weißbauch-Erdtimalie (Pellorneum albiventre).
  - Winter-Besucher sind zum Beispiel: Bülbülamsel (Turdus boulboul), Fichtenschnäpper (Ficedula hodgsonii), Brauenschnäpper (Ficedula superciliaris), Goldhähnchen-Laubsänger ( Phylloscopus proregulus) und Tristram-Ammer ( Emberiza tristrami).
  - Greifvögel: Schopfwespenbussard (Pernis ptilorhynchus), Malaienadler (Ictinaetus malayensis) und Maleienbaumfalke (Falco severus).

## Sehenswürdigkeiten
- Wichtigste  Sehenswürdigkeit ist der am Berg Doi Suthep stehende berühmte Tempel Wat Phra That Doi Suthep.
- Der Phu-Phing-Palast (Thai: ตำหนักภูพิงค์ราชนิเวศน์) auf dem Doi Buakha ist eine Winterresidenz des Königshauses.
- Das Khru Ba Si Wichai Monument (Thai: อนุสาวรีย์ครูบาศรีวิชัย) liegt in der Nähe des Huai-Kaeo-Wasserfalls. Es erinnert an den buddhistischen Mönch Khru Ba Si Wichai, unter dessen Leitung Freiwillige im Jahr 1934 die erste Straße zum Wat Doi Suthep erbauten.

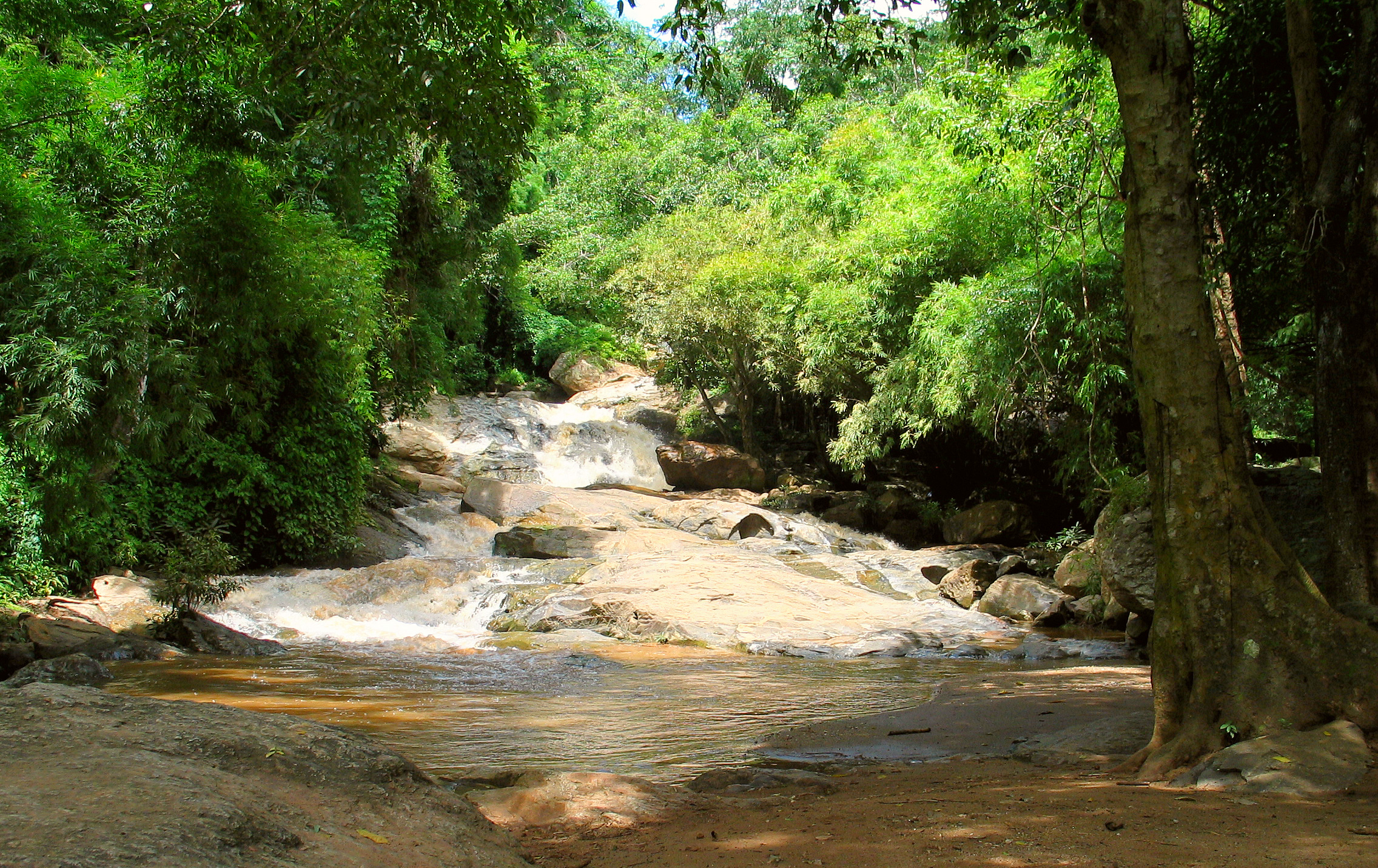
Mae-Sa-Wasserfall

Daneben gibt es zahlreiche Naturschönheiten:
- Mae-Sa-Wasserfall (น้ำตกแม่สา – Namtok Mae Sa)
- Huai-Kaeo-Wasserfall (auch Huay Kaew geschrieben, น้ำตกห้วยแก้ว – Namtok Huay Kaeo)
- Monthathan-Wasserfall (น้ำตกมณฑาธาร – Namtok Monthathan)
- Mok-Fa-Wasserfall (น้ำตกหมอกฟ้า – Namtok Mok Fa)